# María Bernarda Bütler
Santa María Bernarda Bütler (Auw, Suiza; 28 de mayo de 1848-Cartagena de Indias, Colombia; 19 de mayo de 1924), nacida como Verena Bütler, fue una religiosa de origen suizo que realizó su labor como misionera en Ecuador y Colombia. Fue la fundadora de las Franciscanas Misioneras de María Auxiliadora. Canonizada el 12 de octubre de 2008 por el papa Benedicto XVI.

## Vida

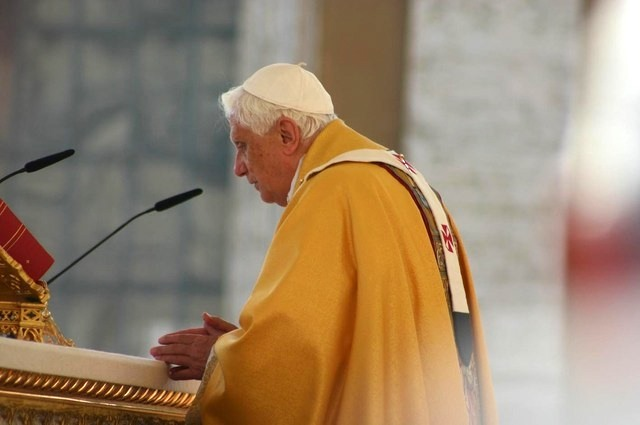
Papa Benedicto XVI

Nació en Auw, en el Cantón de Argovia, Suiza, el 28 de mayo de 1848. Fue la cuarta hija de Enrique (Enrico) y de Catalina (Caterina) Bütler, pobres campesinos y fervientes católicos.
Cursó la escolaridad básica terminando a los catorce años y dedicándose a las labores domésticas y al trabajo agrícola. Hizo un primer intento de vida religiosa a los dieciocho años pero regresó a su casa, en donde siguió trabajando y dedicándose a la oración personal para dilucidar su vocación. El 12 de noviembre de 1867, teniendo 19 años, por una sugerencia de su párroco, decidió ingresar en el monasterio franciscano de María Auxiliadora en Altstätten, tomando el hábito franciscano el 4 de mayo de 1868. Entonces tomó el nombre de "Sor María Bernarda del Sagrado Corazón de María". Hizo profesión religiosa el 4 de octubre de 1869. Poco después fue elegida maestra de novicias y posteriormente Superiora de la Comunidad.
Su labor como misionera surgió al recibir una carta de monseñor Pedro Schumacher, obispo de Portoviejo, Ecuador. La misiva le hacía saber la difícil situación que guardaba su diócesis, invitándola para que realizara allí su labor evangelizadora. Sor María Bernarda decidió que tal era un llamado de Dios, por lo que se decidió ir como misionera a aquellas tierras. Tuvo que vencer la oposición de su obispo y obtener un indulto pontificio para poder dejar el monasterio. Comenzó su viaje el 19 de junio de 1888, con otras seis compañeras, embarcándose en  el puerto de El Havre, Francia desde donde navegó hasta Ecuador.
Una vez en  Sur América  el obispo ecuatoriano las encomendó al pueblo de Chone, entonces con 13000 habitantes, en donde apenas había sacerdotes ni práctica religiosa y había una moral disoluta. Al poco tiempo se creó una filial del monasterio suizo. Las monjas europeas aprendieron la lengua local y su cultura, comenzando sus obras de misericordia. Entre las labores que realizaron estuvieron la enseñanza de niños y jóvenes, la evangelización, apoyo litúrgico, visita y asistencia de pobres y enfermos, mejorando con ello la vida de aquella comunidad.
Con ello, la congregación creció en integrantes, creando dos filiales en Santa Ana y Canoa. No obstante, además de las dificultades que implicaban la carencia económica, el insoportable clima y las dificultades con la jerarquía eclesiástica, la hermana María Bernarda tuvo que sufrir la escisión de su congregación, ya que algunas de sus miembros se separaron para crear la comunidad autónoma de las "Franciscanas de la Inmaculada".
En 1895 se desató una persecución contra la Iglesia católica, lo que obligó a la hermana María Bernarda y sus 15 compañeras a salir de Ecuador para dirigirse a Colombia, a donde se embarcaron desde el puerto de Bahía. Así recibieron la invitación de monseñor Eugenio Biffi, entonces obispo de Cartagena de Indias, para trabajar en dicha diócesis. El 2 de agosto de ese mismo año arribaron a Cartagena, donde se entrevistaron personalmente con el obispo, quién les otorgó como alojamiento el hospital femenino denominado "Obra Pía".
En Cartagena fundaron una casa al igual que en Austria y en Brasil donde realizaban obras de evangelización y atención a pobres y enfermos, a quienes daba preferencia. Al respecto se le atribuye esta frase dirigida a sus hermanas: «Abran sus casas para ayudar a los pobres y a los marginados. Prefieran el cuidado de los indigentes a cualquier otra actividad».

## Muerte y canonización
María Bernarda Bütler dirigió la congregación por treinta y dos años. Murió el 19 de mayo de 1924, en la "Obra Pía" de Cartagena a los 76 años de edad.
Inmediatamente después de su muerte fue considerada santa, y su tumba fue lugar de peregrinaciones y oración por parte de los fieles. La iglesia católica reconoce entre sus virtudes su gran caridad, espíritu misionero y celo apostólico, así como su constante sufrimiento entregado a Dios y humildad evangélica.
El primer milagro, atribuido a María Bernarda, que dio pie a su beatificación, sucedió en 1969 cuando por su intercesión la niña Liliana Sánchez de quince días de nacida, se le reconstruyeron los huesos de la bóveda craneal, con los cuales no había nacido. De esa manera el 29 de octubre de 1995, fue beatificada por el papa Juan Pablo II.
En 2002 se genera el segundo hecho considerado un milagro, necesario para proceder a la canonización de la religiosa helvética, cuando la joven Mirna Jazime Correa, de Cartagena, recobró la entera salud, al estar desahuciada tras complicaciones al sufrir una neumonía atípica.
Finalmente, Verena Bütler fue inscrita en el catálogo de los santos el 12 de octubre de 2008, en la Ciudad del Vaticano por Benedicto XVI, en un acto donde también elevó a los altares al presbítero Gaetano Errico, a la religiosa india Alfonsa de la Inmaculada Concepción (Anna Muttathupadathu) y a la ecuatoriana Narcisa de Jesús Martillo Morán.